# Giuseppe Tudisco
Giuseppe Tudisco (Catania, 27 febbraio 1903 – 27 marzo 1982) è stato un politico italiano.

## Biografia
Vicedirettore e della Banca di Sicilia e ispettore per la Sicilia dell'Associazione Nazionale Casse Rurali.
Esponente della Democrazia Cristiana, si candida alle elezioni politiche del 18 aprile 1948 e viene eletto deputato per la I Legislatura della Repubblica italiana, restando in carica fino al 1953.
Fu membro della loggia massonica "Socrate" di Catania, del Droit Humain.  
Muore nel marzo 1982, all'età di 79 anni.